# MXエンターテインメント
MXエンターテインメント株式会社（エムエックス・エンターテインメント）は、東京メトロポリタンテレビジョン（TOKYO MX）完全子会社。映像制作事業、イベント事業、音楽出版事業などを手掛けている。

## 沿革
2000年1月、当時の社屋があった江東区青海・テレコムセンターにて、TOKYO MX（当時は「東京MXテレビ」）で制作する主に音楽番組の制作や、音楽著作物の管理などを目的とした「エムエックス音楽出版株式会社」として設立される。2006年、TOKYO MX本社移転に伴い、千代田区の現TOKYO MX本社がある半蔵門メディアセンターに移転。
2010年から現社名に変更。その後も業務拡大に伴い、2011年8月にDIK麹町ビル、2014年4月に一番町理工図書ビル（いづれも千代田区）に移転。
2016年8月、番組技術部門を「MXテクニカルサービス株式会社」に分社化した。

## 所在地
- 東京都千代田区一番町27-2　理工図書ビル6階

## 主な業務
- イベント企画:MXまつりと題し、アニソン、ご当地アイドルなど様々なアーティストを迎えたライブコンサート
- 番組制作:TOKYO MXで放送される各種報道番組のニュースデスク業務・ディレクター業務を担当するほか、ENG業務を担っている
- MXテレビ映像学院:1年制のビデオコンテンツクリエーターを育成する専門学校